# محمية المحيط الحيوي العابرة للقارات في البحر الأبيض المتوسط

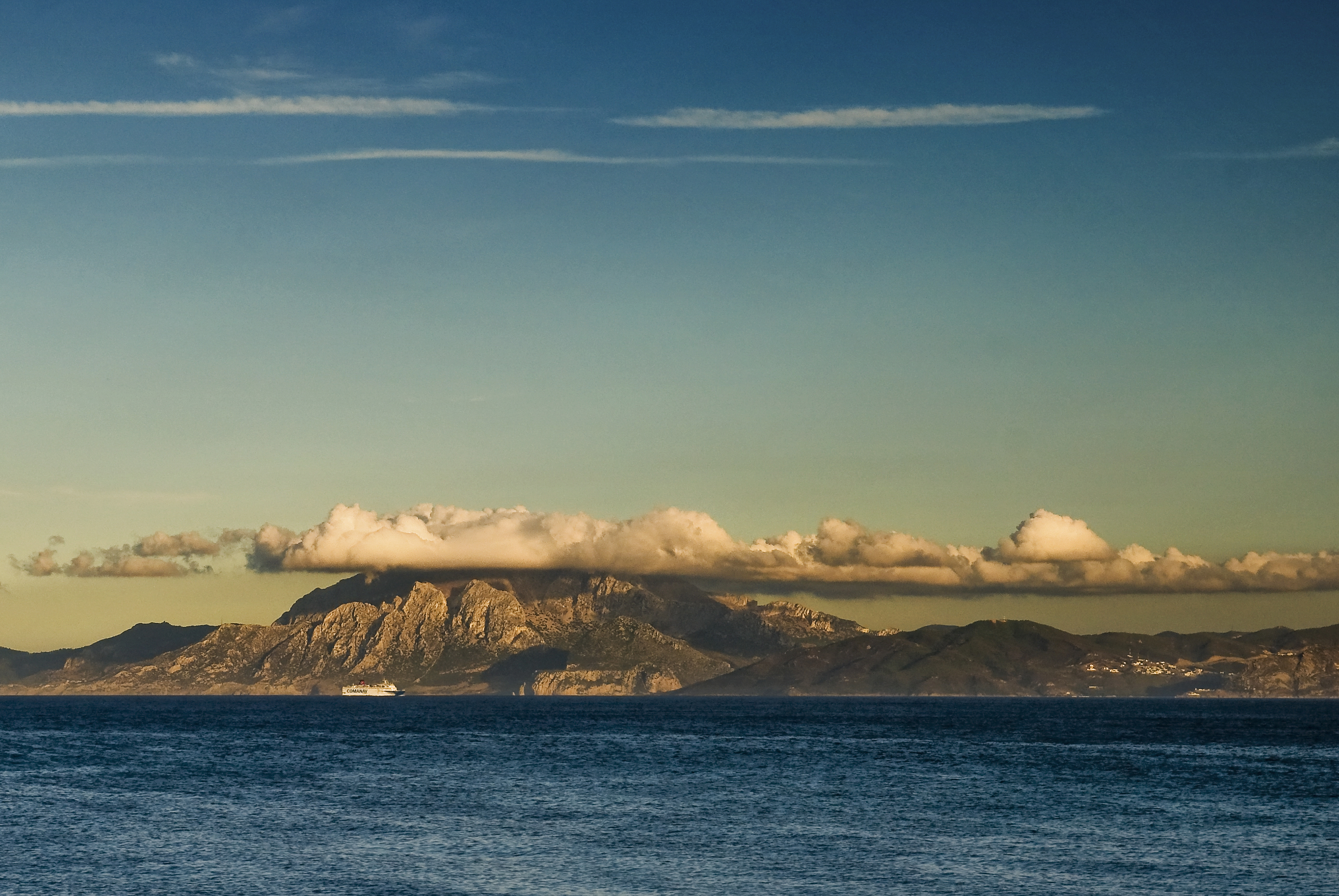
جبل الريف من تاريفا: منظر للبحر الأبيض المتوسط وسواحل المغرب عبر مضيق جبل طارق

محمية المحيط الحيوي العابرة للقارات في البحر الأبيض المتوسط وتعرف اختصارًا بـ(RBIM) هي محمية محيط حيوي تقع بين إسبانيا والمغرب، اعترفت بها اليونسكو في 25 أكتوبر 2006.
تقع المحمية على مستوى مضيق جبل طارق وتضم جزءًا من البحر الأبيض المتوسط. وبذلك تكون أول محمية محيط حيوي تربط بلدين يفصل بينهما بحر.